# ترلبرگ
ترلبرگ (انگلیسی: Trelleborg) شرکت صنایع شیمیایی سوئدی است، که در سال ۱۹۰۵ توسط هنری دانکن تأسیس شد.